# PT-796
Le PT-796 est une vedette-torpilleur de type PT boat  (PT = Patrol Torpedo) construit par Higgins Industries (en) de La Nouvelle-Orléans (Louisiane) en 1945. Il est l'un des rares bateaux PT survivants de la Seconde Guerre mondiale. Il fait partie de la collection du PT Boat Museum (en), qui fait lui-même partie du musée maritime Battleship Cove à Fall River dans le Massachusetts.

## Description
Le PT-796 a été lancé le 3 mai 1945, complété le 23 juin et achevé après la fin de la guerre le 26 octobre. Il était le dernier de son type à être construit et a été surnommé Tail Ender en 1950.
La coque était constituée de deux couches de planches. Contrairement aux bateaux PT précédents, où les couches étaient posées en diagonale, la couche extérieure de la coque du PT-796 est posée longitudinalement, une modification de la conception qui aurait été apportée aux bateaux Higgins à la fin de 1944. De plus, au lieu de deux couches d'acajou, la couche intérieure est en épicéa. Les deux couches sont maintenues ensemble par des rivets en cuivre et des vis en bronze, avec une feuille de toile imprégnée de colle marine entre elles.
Ses trois moteurs V12 Packard 12 cylindres de 1.200 cv (895 kW) conduisaient chacun un seul arbre, donnant au bateau une vitesse de pointe de 41 nœuds (76 km/h). Avec une pleine charge de 3 000 gallons de carburant aviation à indice d'octane 100, il avait une autonomie de 358 milles marins (663 km) à une vitesse de 35 nœuds (65 km/h) ou jusqu'à 1.050 milles marins (1.940 km) à une vitesse de 11 nœuds (20 km/h) en utilisant un seul moteur.
Le bateau était armé de quatre Mark 13 torpedo de 22,5 pouces (570 mm) sur des racks amovibles, de canons de 37 mm (1,5 pouces) et de 20 mm (0,79 pouces) à l'avant, d'un canon Bofors 40 mm à l'arrière et de deux mitrailleuses Browning M2 de calibre .50 dans des supports de chaque côté du cockpit. Il était également équipé de deux lance-roquettes Mark 50 de 5 pouces (130 mm) et d'un générateur de fumée à l'arrière.

## Historique
Mis en service trop tard pour participer à la Seconde Guerre mondiale, le PT-796 a été temporairement affecté après la guerre dans le cadre du MTB Squadron 1, patrouillant dans les Caraïbes et au large de la côte est. Il a été reclassé comme "Small  Boat" le 16 novembre 1945. Dépouillé de son armement, il a ensuite été affecté à la Naval Support Activity Panama City (en), en Floride, où il a été utilisé pour des expériences de remorquage à grande vitesse lors du développement d'équipements destinés aux opérations fluviales.
En 1961, il a participé à l'investiture de John Fitzgerald Kennedy en étant repeint comme le PT-109.

## Préservation
Le bateau a été mis hors service le 7 juillet 1970 et a été cédé à PT Boats, Inc. Restauré dans sa configuration d'origine, il est exposé à Battleship Cove depuis le 14 août 1975.
Il a été classé au registre national des lieux historiques le 14 janvier 1986 et nommé National Historic Landmark le 14 janvier 1986.

## Galerie
|                                 |
| Vue aérienne de Battleship Cove |

|                                |
| PT-796 repeint comme le PT-109 |

|                    |
| Moteur V12 Packard |